# Домашній кінотеатр

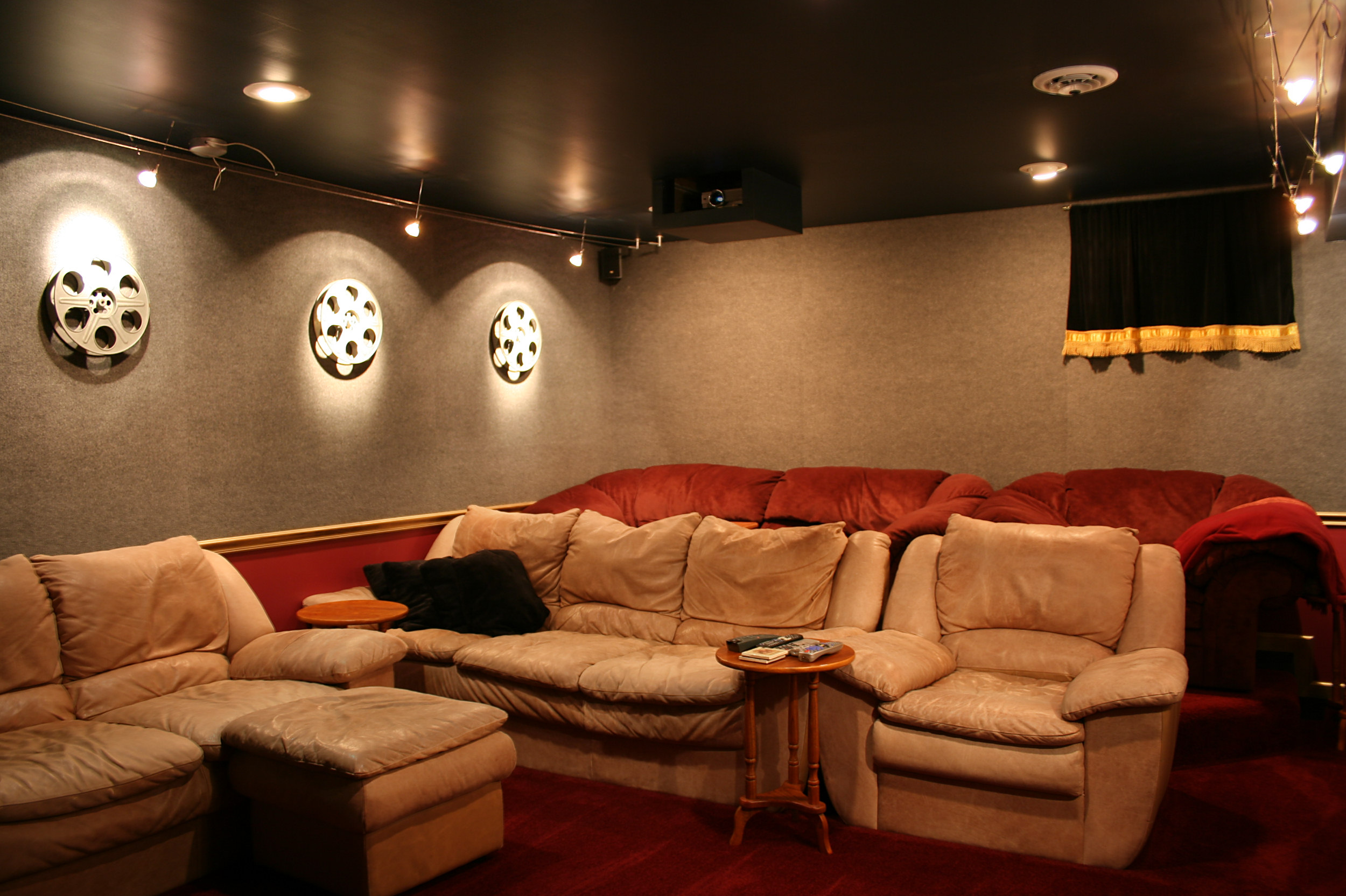
Домашній кінотеатр

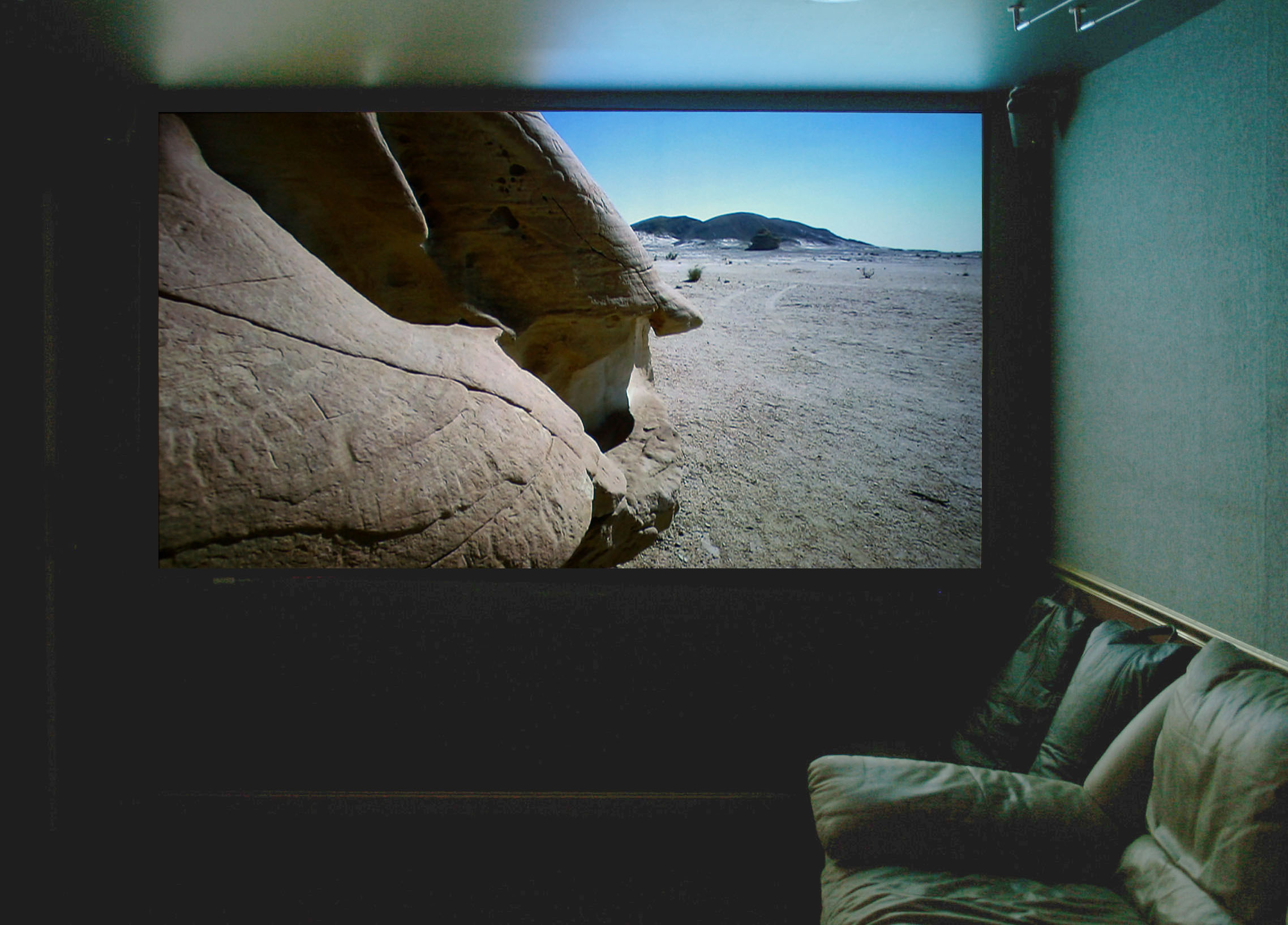
Великий проєкційний екран

Домашній кінотеатр — набір електронних компонентів і архітектурно-будівельних рішень для створення оптимальних умов для перегляду кінофільмів, спортивних змагань, телепостановок у себе вдома. Основна ідея домашнього кінотеатру — максимально досягти при перегляді «ефекту присутності» в кадрі.
Нині це досягається наступними основними заходами:
- Високоякісне обладнання для показу відеоінформації на великому за розміром екрані. Для чого, зазвичай, застосовуються:
  - Проєктор і екран, або ж
  - Телевізійний екран або плазмова панель великої діагоналі.
- Максимально точне відтворення звукової картини багатоканальною системою звуковідтворення
  - Звукова доріжка фільму виготовляється багатоканальною
  - Звук відтворюється кількома правильно розташованими акустичними системами
  - Приміщення будують з урахуванням вимог акустики.
- Комфортна обстановка і відсутність зовнішніх перешкод
  - Приміщення проєктується без вікон, а при використанні готового приміщення — відповідним чином обладнуються вікна та двері
  - Вентиляція
  - Оздоблення і меблі.